# Oddiyana

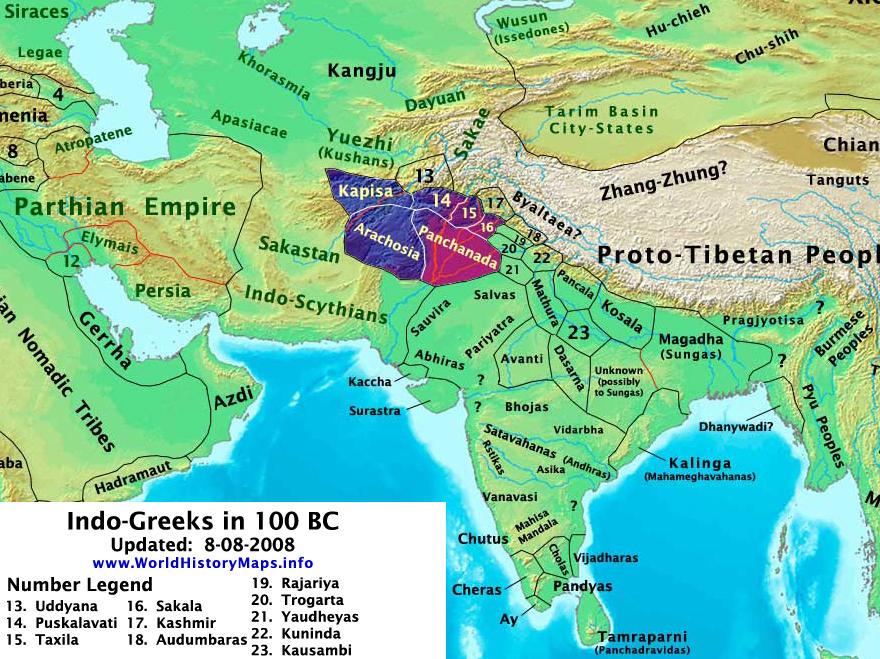
Carte des royaumes royaumes indo-grecs v. -180 et 10. L'Oddiyana apparaît en 13, juste au nord des royaumes indo-grecs (Uddyana en anglais). C'est durant cette période que le roi grec Ménandre Ier se convertit au Bouddhisme. Ménandre Ier apparaît dans le texte bouddhiste Milindapañha.

L'Oddiyana (parfois écrit Oudyāna) est un petit royaume bouddhiste du Ier millénaire apr. J.-C. centré sur la vallée de Swat, aujourd'hui dans le nord-ouest  du Pakistan. L'Oddiyana joue un rôle central dans le bouddhisme vajrayāna car les Tibétains pensent qu'une grande partie de leurs principaux tantras proviennent de ce royaume. D'autre part, Padmasambhava, le fondateur du bouddhisme tibétain, serait originaire d'Oddiyana.

## Éléments historiques
La présence d'un royaume centré sur la vallée de Swat semble apparaître au moins dès l'Antiquité (voir carte ci-contre). La vallée de Swat est incluse dans la région du Gandhâra. Cette dernière, ainsi que les régions proches comme le Cachemire ou la Bactriane, étaient réputées pour être des régions de haute spiritualité. D'autre part, elles furent le lieu de mélanges de nombreuses cultures,,.
Entre autres, ces régions furent le lieu d'apparition et de développement de l'Art gréco-bouddhique,,. En effet, l'empereur Ashoka (v. -304 à -232) qui fut le premier à unifier le monde indien sous l'Empire Maurya, se convertit au Bouddhisme et envoya de nombreux missionnaires dans tout son empire. Le Bouddhisme se développa alors dans les régions correspondantes aux actuels Pakistan et Afghanistan.  D'autre part, la présence de grecs dans la région remonte à l'empire perse des Achéménides et s'accentua avec la conquête d'Alexandre le Grand (vers -327 à -325). 
La rencontre de ces deux cultures donna naissance à l'Art gréco-bouddhique surtout dans  l'Empire kouchan (env. Ier–IIIe siècles). Ces régions furent fortement touchées par les invasions des Huns Hephthalites (Ve - VIe siècle) qui détruisirent une grande partie de cette culture. Néanmoins, dans certaines régions, comme à Bâmiyân ou en Oddiyana, le Bouddhisme et l'Art gréco-bouddhique se maintinrent (et résistèrent même quelques siècles à l'arrivée de l'Islam) jusqu'à la fin du Ier millénaire,.
La présence du Bouddhisme est attestée de façon très précoce en Oddiyana : le stupa Butkarha (en) au lieu de Jamal Garha est daté de la fin IIIe siècle av. J.-C. probablement construit sous l'impulsion d'un empereur Maurya. Les régions de l'Art gréco-bouddhique ont fait l'objet de fouilles systématiques des archéologues européens dès le début du XXe siècle. Les archéologues français ont particulièrement travaillé en Afghanistan.  L'historien de l'art Alfred Foucher  (1865-1952) présenta dans  sa thèse de Doctorat en 1905 l'hypothèse suivant laquelle la première représentation humaine du Bouddha aurait été sous une forme grecque, hypothèse qui semble toujours partiellement vraie. L'Oddiyana a été fouillé, la première fois, par une expédition italienne dirigée par Giuseppe Tucci qui confirma la très longue tradition bouddhiste de cette région au Ier millénaire.

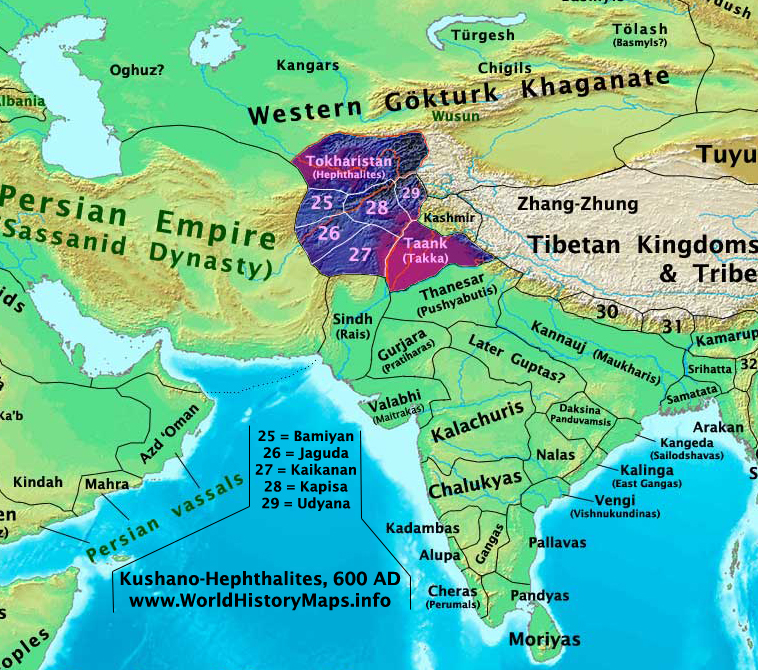
Carte des Indo-Sassanides vers 600 apr. J.-C. L'Oddiyana apparaît en 29. Le pèlerin chinois Xuanzang traversa l'Oddiyana un peu plus tard (dans les années 630),. Dans le récit de son pèlerinage, il déclare que les bouddhistes sont nombreux en Oddiyana et pratiquent déjà une forme tantrique du Bouddhisme.

Le moine-pèlerin bouddhiste chinois Xuanzang (602 – 664) qui se rendait à l'université de Nâlandâ en Inde et dont le récit des voyages est une source très importante de connaissance pour l'histoire ancienne de l'Asie traversa les régions gréco-bouddhiques la première moitié du VIIe siècle et déclara que la plupart des monastères avaient été détruits par les Huns Hephthalites. Il traversa l'Oddiyana et fut effrayé de voir que les bouddhistes qui y étaient présents y pratiquaient ce qui lui semblait être une sorte de syncrétisme avec le Shivaïsme du Cachemire. Ce que découvrait  Xuanzang  était en fait une des toutes premières formes du Bouddhisme tantrique, le Vajrayana. 
À partir du IXe siècle, l'Oddiyana fut gouvernée par la dynastie hindoue Sahi (en). L'Hindouisme commença à remplacer le Bouddhisme.  Vers 1023, Mahmoud de Ghaznî écrasa très rapidement la dynastie Sahi et convertit la région à l'Islam, religion qu'elle a gardée jusqu'à aujourd'hui.

## L'origine du Vajrayana
Jusqu'au VIe siècle, le Bouddhisme indien était dominé par le Mahayana. Le Mahayana avait pour centre les grandes universités du Nord de l'Inde  comme Nâlandâ. À partir du VIIe siècle, apparaissent de nouveaux textes (les tantra) et pratiques qui vont prolonger le Mahayana et donner naissance au Vajrayana. Le  Vajrayana se développe de façon précoce dans les régions frontalières de l'Inde : Cachemire et Oddiyana à l'ouest et Assam et Bengale à l'est sous l'impulsion de ceux que la tradition bouddhiste appellent les Mahasiddha. Ces derniers étaient des yogis à qui l'on attribue de nombreux pouvoirs magiques et qui n'aimaient pas les disputes scolastiques des grandes universités bouddhistes. À partir du  VIIIe siècle, les nouvelles pratiques tantriques gagnèrent les universités et  se répandirent pendant toute la dernière période du Bouddhisme indien (jusqu'au XIIe siècle) au Tibet. D'après les bouddhistes tibétains et surtout pour l'école la plus ancienne du Bouddhisme tibétain (lécole Nyingmapa), le royaume d'Oddiyana aurait été le centre majeur de l'apparition des tantras.  Padmasambhava et Garab Dorje, le premier maître humain du Dzogchen, y seraient nés. Vimalamitra y séjourna longtemps et le Mahasiddha Indrabhuti (en) fut un roi d'Oddiyana. Un très grand nombre des enseignements du Dzogchen et le Guhyagarbha tantra, le tantra « ancien » le plus important, auraient pour origine géographique l'Oddiyana. En conséquence, les pratiquants du Bouddhisme Vajrayana et tout particulièrement les  Nyingmapa ont un culte très prononcé pour le royaume antique d'Oddiyana qui apparaît comme la terre sacrée par excellence.

## Le roi Indrabhuti
Indrabhuti (en) apparaît à de nombreuses reprises comme le roi d'Oddiyana dans les textes tantriques bouddhistes. Philippe Cornu croit pouvoir distinguer quatre personnages historiques derrière le nom d'Indrabhuti (en):
- Indrabhuti (en) l'Ancien dit le Grand appelé Ja ou Dza.  Il aurait reçu du Bodhisattva Vajrapani le  Guhyagarbha tantra. Il aurait eu pour disciple Vimalamitra.

- Indrabhuti (en) le Second. Il fut le disciple de Vimalamitra.

- Indrabhuti (en)  le Jeune. Il aurait été le fils de Indrabhuti (en) l'Ancien et aurait joué un rôle important dans la transmission de nombreux tantra.

- Indrabhuti (en) qui apparaît dans le Pema Kathang (Dict de Padma), le texte qui raconte la vie de Padmasambhava. C'est lui qui aurait été le père adoptif de Padmasambhava.

## Padmasambhava
Padmasambhava est le fondateur du Bouddhisme tibétain et le Second Bouddha pour l'école Nyingmapa. Contrairement à Indrabhuti (en), son existence historique est prouvée.  En effet, un texte prouvant l'existence de Padmasambhava a été trouvé par Paul Pelliot dans les  Grottes de Mogao à Dunhuang. Il est conservé aujourd'hui à Bibliothèque nationale de France. Ce texte du IXe siècle explique qu'un maître bouddhiste indien Padmasambhava vint au Tibet y enseigner le Dharma et la pratique de Vajrakilaya,. D'après la tradition tibétaine, Padmasambhava apparut de façon miraculeuse dans un lotus au centre du lac Dhanakosha en Oddiyana. Le roi Indrabhuti (en) l'aurait alors adopté. Padmasambhava passa ensuite de nombreuses années en Inde avant d'aller au Tibet à la demande du roi tibétain Trisong Detsen (v. 704-797). Il est donc possible que Padmasambhava soit bien né en Oddiyana au VIIIe siècle et qu'Indrabhuti (en) était le nom du roi de ce pays bouddhiste tel que l'archéologie nous le montre.
Depuis, les Tibétains considèrent que le royaume d'Oddiyana est à l'origine de leurs traditions. C'est aussi la terre des Dakini. La plupart des textes tantriques, en particulier tous les terma commencent par l'invocation à  Padmasambhava, ou « prière en sept lignes », qui fait directement référence à ce royaume. La prière est la suivante:

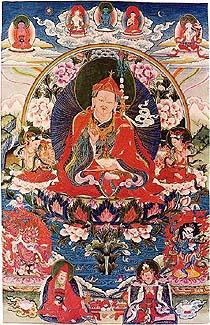
Thangka tibétaine représentant la naissance miraculeuse de Padmasambhava sur un lotus dans un lac d'Oddiyana.

Tibétain phonétique (Oddiyana se dit Orgyen en tibétain):

Hūm

Orgyen Yul gyi Nub Chang Tsam

Péma Gesar Dongpo La

yatsen chok gi ngödrub nyé

Péma jungné shyé su drak

Khor du khandro mangpö kor

Khyé kyi jesu dak drub kyi

Jingyi lab chir shek su sol

Guru Padma Siddhi Hūm
Traduction :

Hūm 

Aux confins nord-ouest du pays d'Oddiyāna,

Au cœur d'une fleur de lotus,

Doué du merveilleux et suprême accomplissement,

Vous êtes connu sous le nom de « né du lotus »

Une assemblée de nombreuses dākinīs vous entoure ;

Je vous suis afin d'accomplir votre nature ;

Je vous prie : venez me bénir de votre grâce !

Guru Padma Siddhi Hūm
En tant que terre sacrée, la localisation historique et géographique de l'Oddiyāna n'est pas importante. Il est dit que, comme pour le royaume Shambhala,  les pratiquants bouddhistes peuvent s'y rendre et que le vrai royaume d'Oddiyāna (c'est-à-dire la terre sacrée à l'origine des traditions tantriques) n'est pas accessible par des moyens ordinaires et n'est pas localisable. Cependant, contrairement à celui de  Shambhala, le « mythe » du royaume d'Oddiyāna a une origine historique et géographique précise.